# Hydra the Revenge
Hydra the Revenge sont des montagnes russes sans sol de Dorney Park, situé à South Whitehall Township, en Pennsylvanie, aux États-Unis.

## Le circuit
Le circuit fait sept inversions: une heartline roll, un looping plongeant incliné, un zero-G roll, un tire-bouchon, un cobra roll (deux inversions) et un deuxième tire-bouchon.

## Statistiques
- Trains : 2 trains de 8 wagons. Les passagers sont placés à 4 de front sur un seul rang pour un total de 32 passagers par train.
- Lieu : Bâti où les montagnes russes en bois Hercules se situaient jusqu'en 2003.

## Galerie

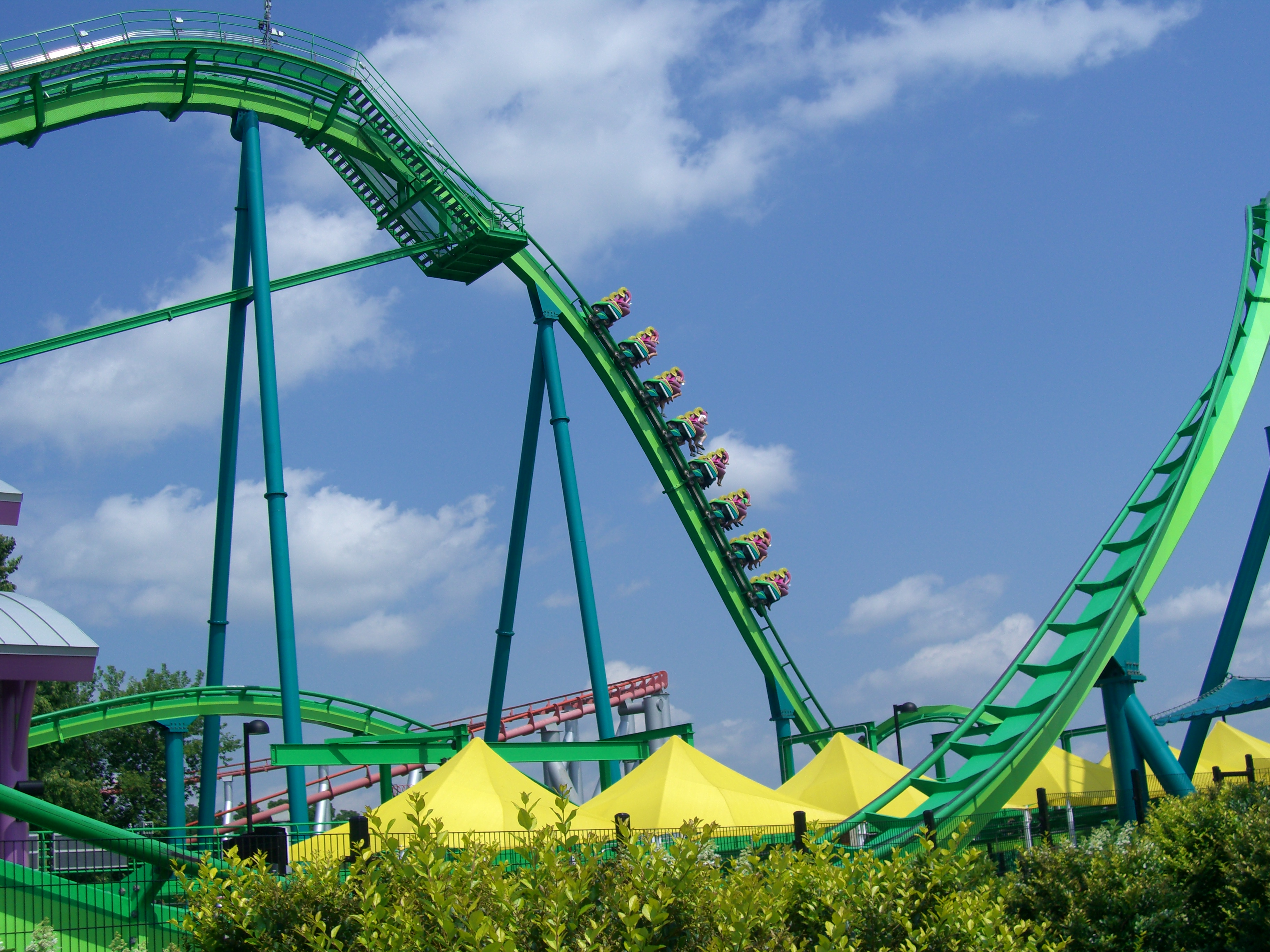
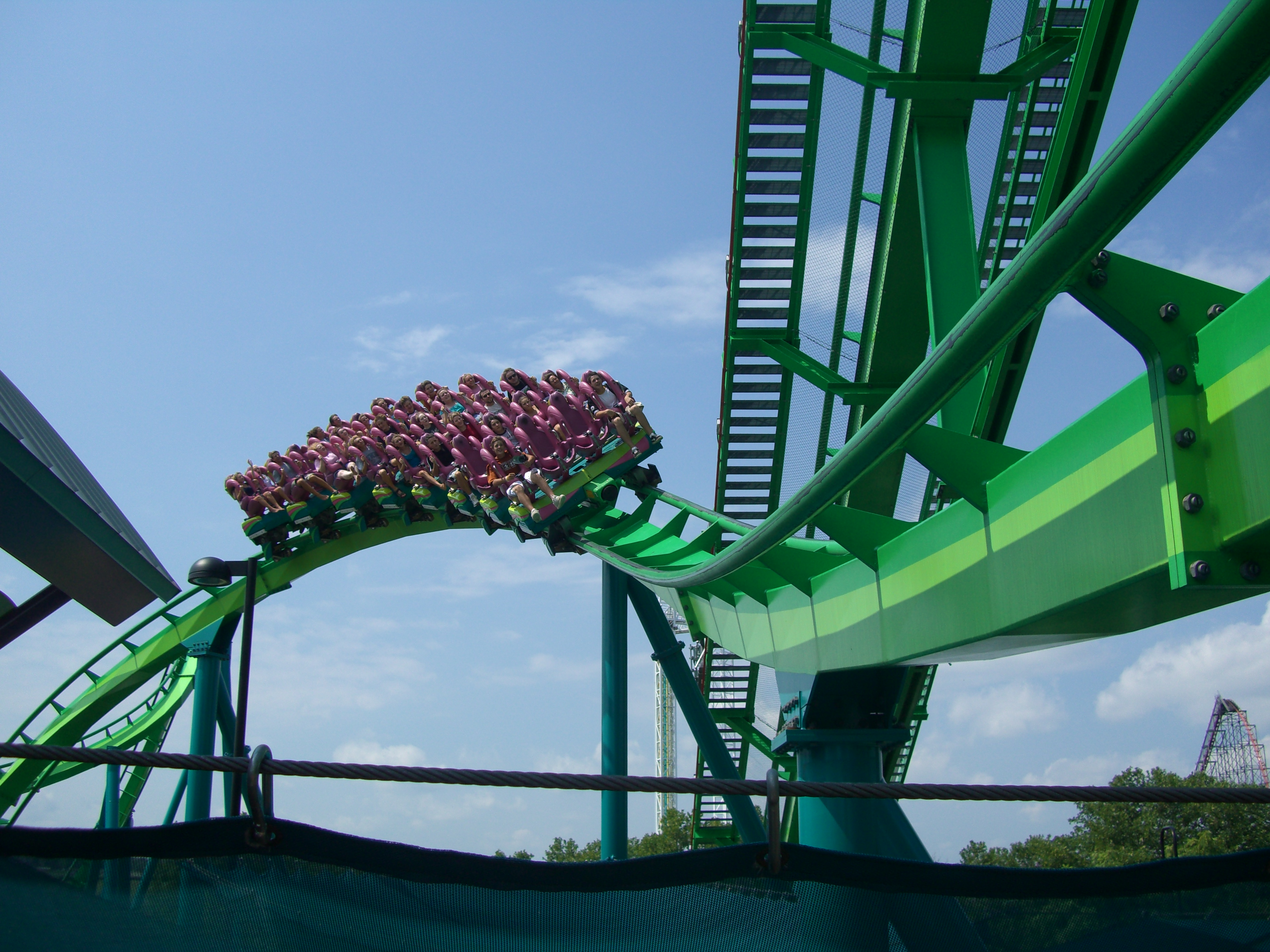
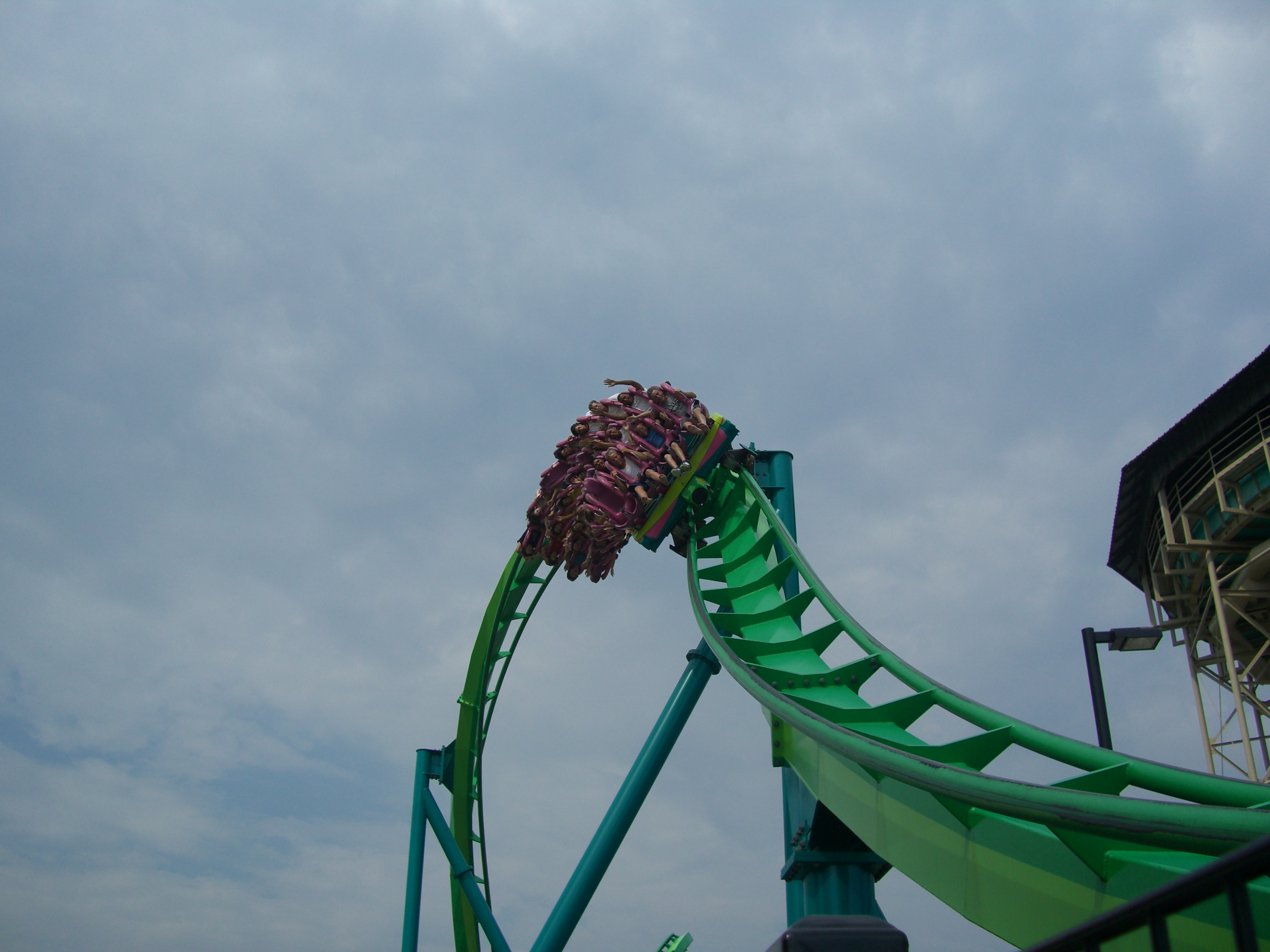
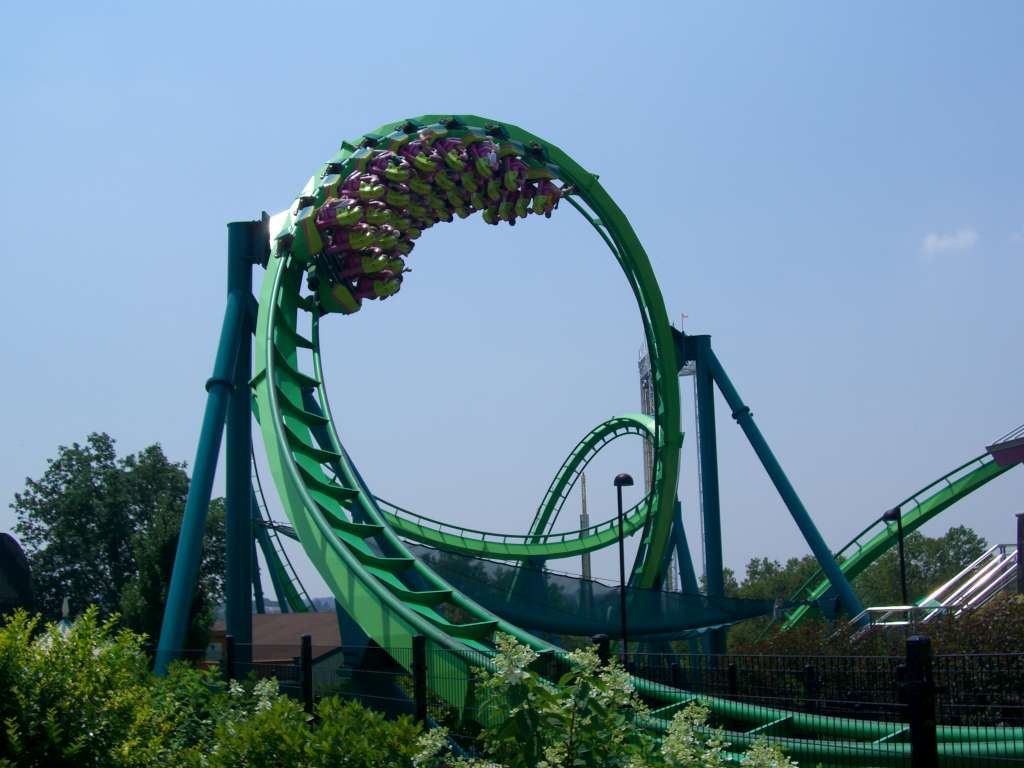
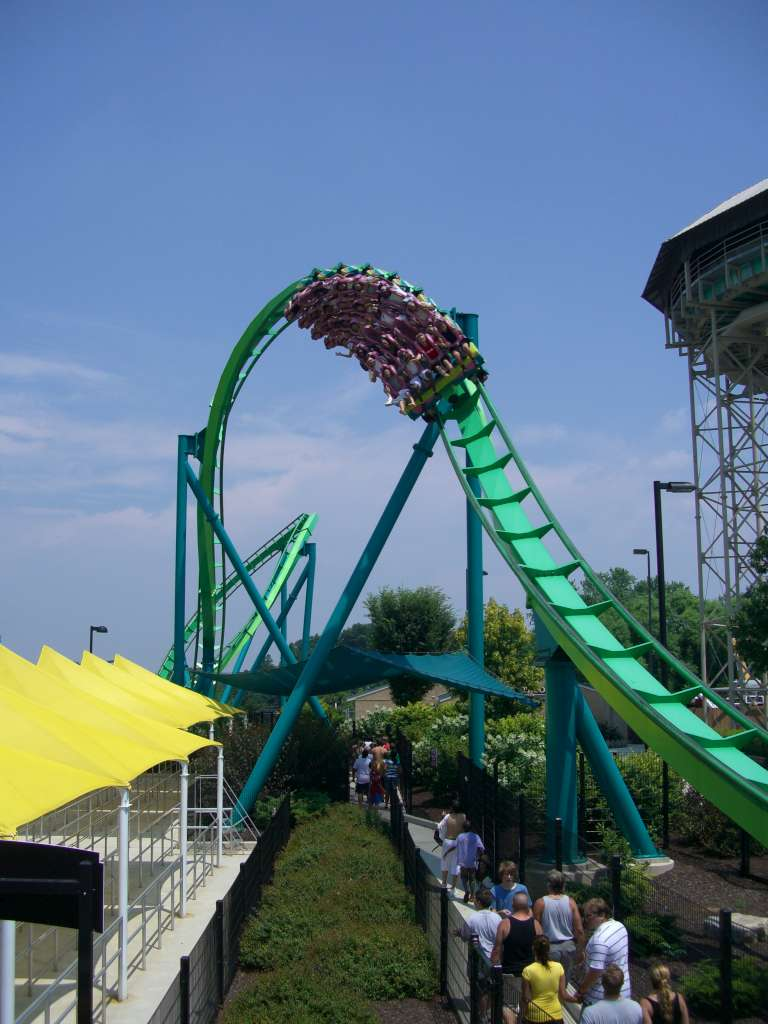
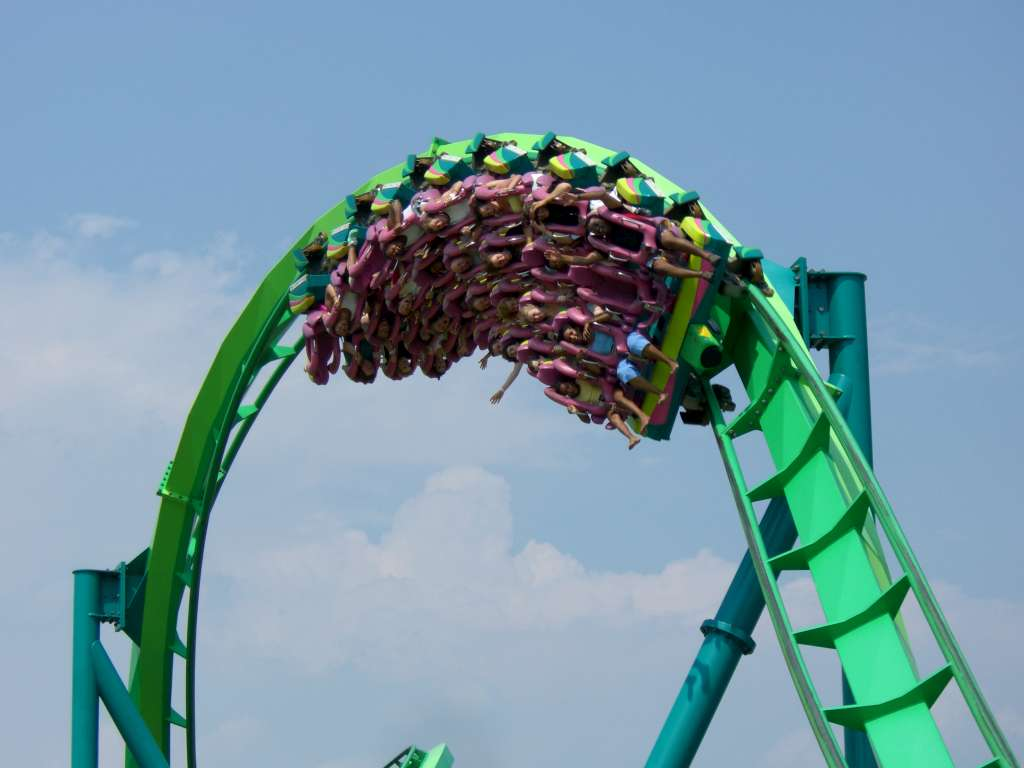
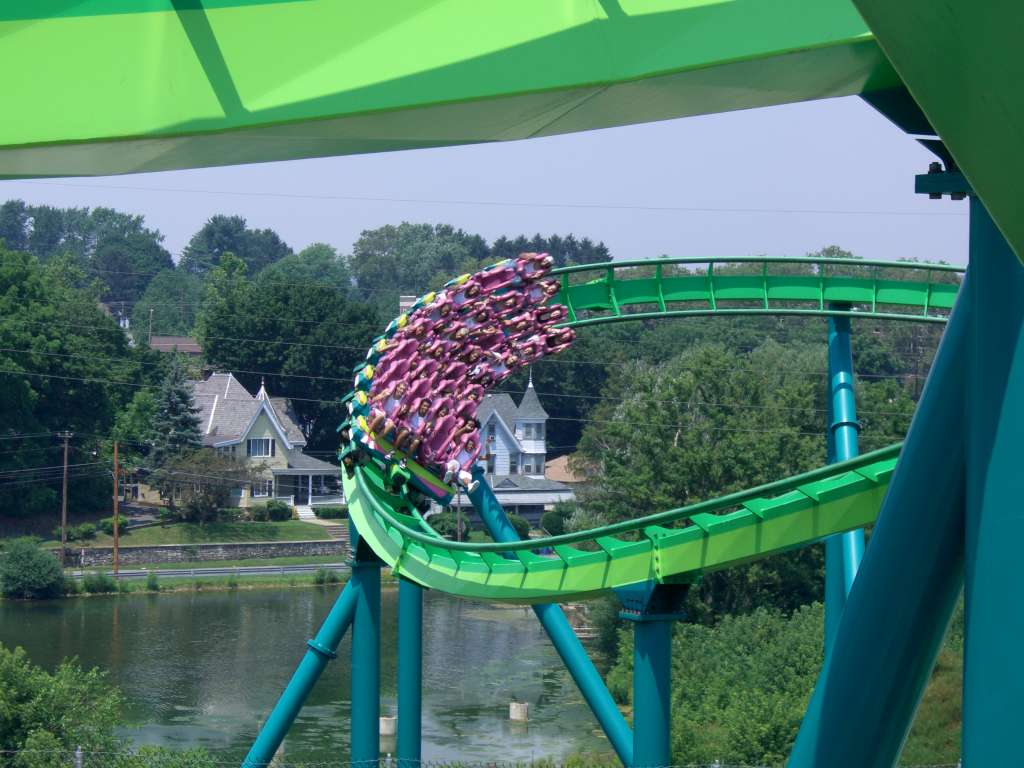